# كريستينا رودريغيز (ممثلة)
كريستينا رودريغيز (بالإسبانية: Cristina Rodríguez)‏ هي مصممة أزياء تقليدية ومصممة وصحفية وممثلة إسبانية، ولدت في 5 مايو 1969 في Benidorm ‏ في إسبانيا.

## وصلات خارجية
- كريستينا رودريغيز على موقع IMDb (الإنجليزية)
- كريستينا رودريغيز على موقع قاعدة بيانات الفيلم (الإنجليزية)